# Barengkok (Kibin)
Barengkok is een bestuurslaag in het regentschap Serang van de provincie Banten, Indonesië. Barengkok telt 4738 inwoners (volkstelling 2010).